# Lucarnă

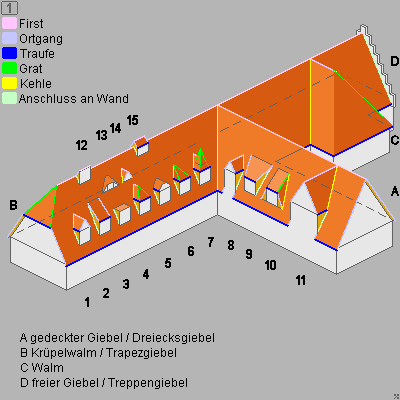
TIPURI DE LUCARNE: 1) lucarnă în două ape, 2) lucarnă rampantă, 3) lucarnă cu acoperiş plat, 4) lucarnă în trei ape (a la capucine), 5) lucarnă bombată, 6) lucarnă în trei ape, 7) lucarnă piramidală, 8) lucarnă de faţadă, 9) lucarnă trapezoidală (în stil olandez), 10) lucarnă rampantă în trei ape, 11) lucarnă meunière, 12) lucarnă în shed, 13) lucarnă în formă de ochi, 14) lucarnă triunghiulară, 15) lucarnă lanternă

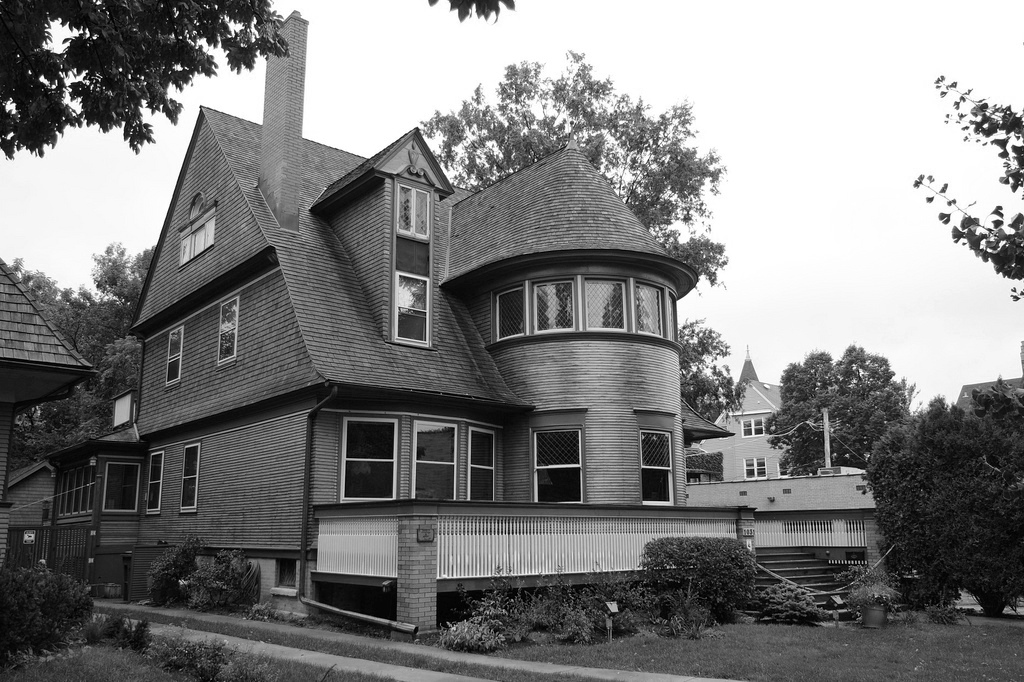
Lucarnă la Walter Gale House (Frank Lloyd Wright)

Lucarna este o fereastră verticală, amenajată în acoperișul cu pantă mare al unei construcții, în scopul luminării și aerisirii podului sau a încăperilor aflate la nivelul podului.
Lucarnele sunt o evoluție a cucumelelor, acestea fiind deschizături prezente, de obicei, în acoperișurile caselor țărănești pentru îndepărtarea fumului sau pentru accesul porumbeilor în pod.
Lucarnele sunt elemente caracteristice ale arhitecturii nordice, în care au căpătat importanță majoră.
Un exemplu îl constituie prezența lor la acoperișurile de tip mansardă, în care aceste elemente (devenite arhitecturale) au fost elaborate și dezvoltate de arhitectul francez François Mansart.

## Istoric

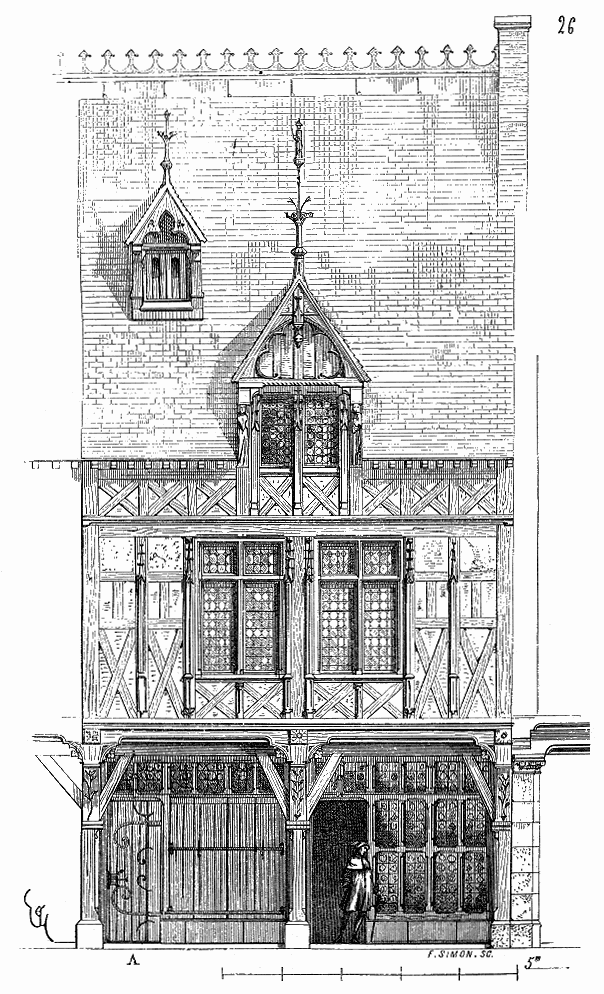
Casă din secolul al XV-lea, Beauvais - lucarnă cu arc trilobat (în stânga) şi polilobat (în dreapta)

Potrivit arhitectului Eugène Viollet-le-Duc lucarna a apărut la începutul perioadei gotice: în perioada romanică nu existau încăperi la nivelul podului deoarece acoperișurile aveau pante foarte reduse. Începând cu secolul al XIII-lea acoperișurile au devenit mai abrupte generând spații suplimentare circulabile în poduri. Pentru a fi locuibile însă, noile încăperi trebuia să fie dotate cu deschizături adecvate pentru aerisire și iluminare.
Primele lucarne erau acoperite cu plumb sau foi de ardezie, având o structură din lemn și, mai târziu, din piatră. 
În perioada goticului flamboaiant decorarea lucarnelor era foarte îmbogățită, căpătând forme mai simple în timpul Renașterii.

## Tipuri de lucarne
O clasificare a tipurilor de lucarne poate fi făcută după următoarele criterii:
În funcție de folosirea lor:
- Lucarnele-ușă, care permit accesul pe acoperiș sau introducerea de obiecte diferite în pod.
- Lucarnele-fereastră, datorită cărora încăperile din pod pot fi luminate și aerisite, devenind astfel locuibile.

În funcție de poziția lor față de fronturile clădirii:
- Lucarne de fațadă (convexe în raport cu învelitoarea acoperișului), care se află pe același plan al fațadei; ele pot întrerupe (sau nu) cornișa.
- Lucarne retrase (concave față de învelitoarea acoperișului), care au mici balconașe.
- Lucarne de versant, se pot afla la diferite nivele pe suprafața învelitorii acoperișului, în cazul în care podul ar fi compus din mai multe etaje.

Lucarnele pot fi clasificate și în funcție de caracteristicile propriilor fațade:
- Lucarne fronton caracterizate de un fronton triunghiular sau curbat.
- Lucarne „historiée” caracterizate de un timpan decorat cu sculpturi de arme sau de basoreliefuri. Coronamentul lor este completat cu arcade sau pinacluri.
- Lucarne flamande, din ziduri de piatră sau de cărămidă, încoronate de un fronton „în scări” care ascunde pantele acoperișului.
- Lucarne meunière, care sunt aliniate cu fațada clădirii.

Lucarnele se clasifică și in funcție de forma acoperișului:
- Lucarna în două ape
- Lucarna „rampantă”
- Lucarna cu acoperiș plat
- lucarnă în trei ape „a la capucine”
- Lucarna „bombată”
- Lucarna în trei ape
- Lucarna „piramidală”
- Lucarna de fațadă
- Lucarna trapezoidală (în stil olandez)
- Lucarna „rampantă” în trei ape
- Lucarna meunière
- Lucarna „în shed”
- Lucarna „în formă de ochi”
- Lucarna „triunghiulară”
- Lucarna „lanternă”

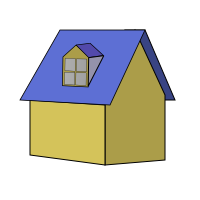
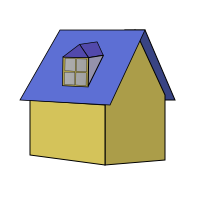
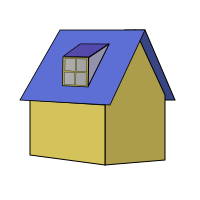
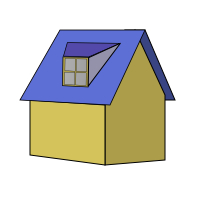
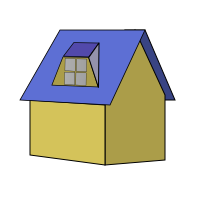
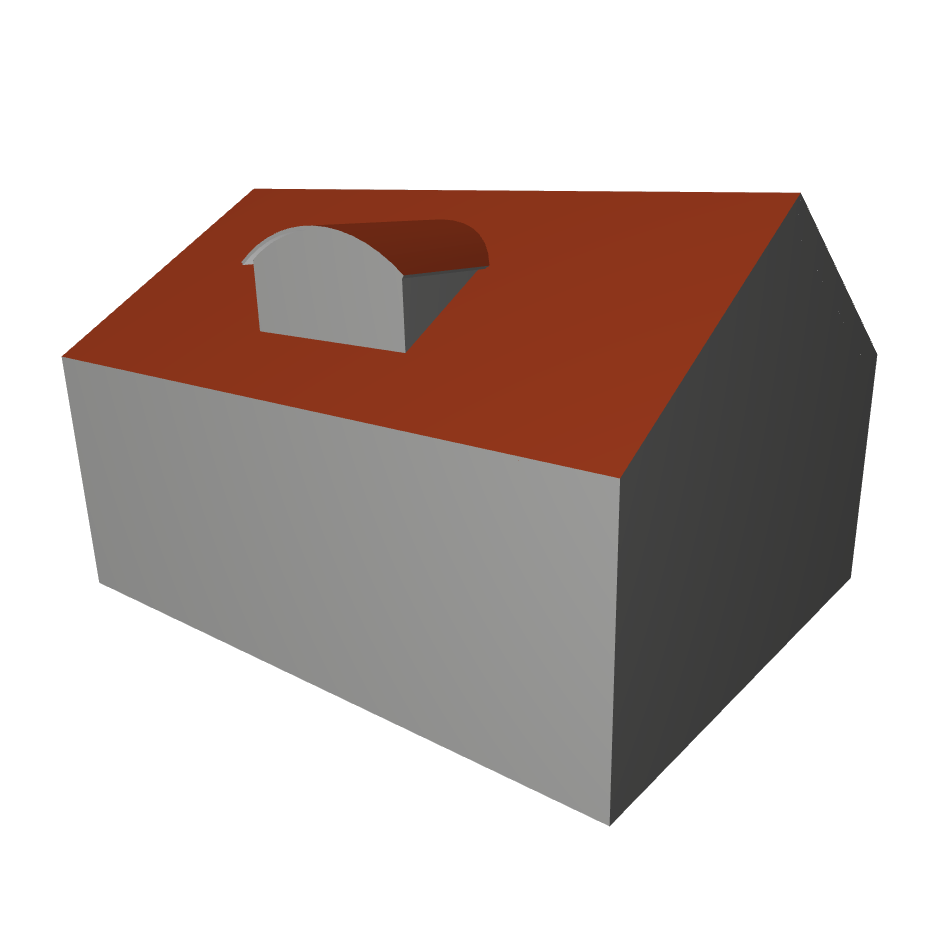
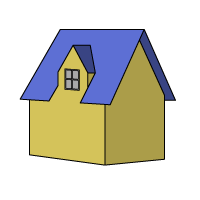
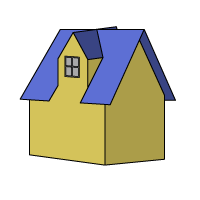
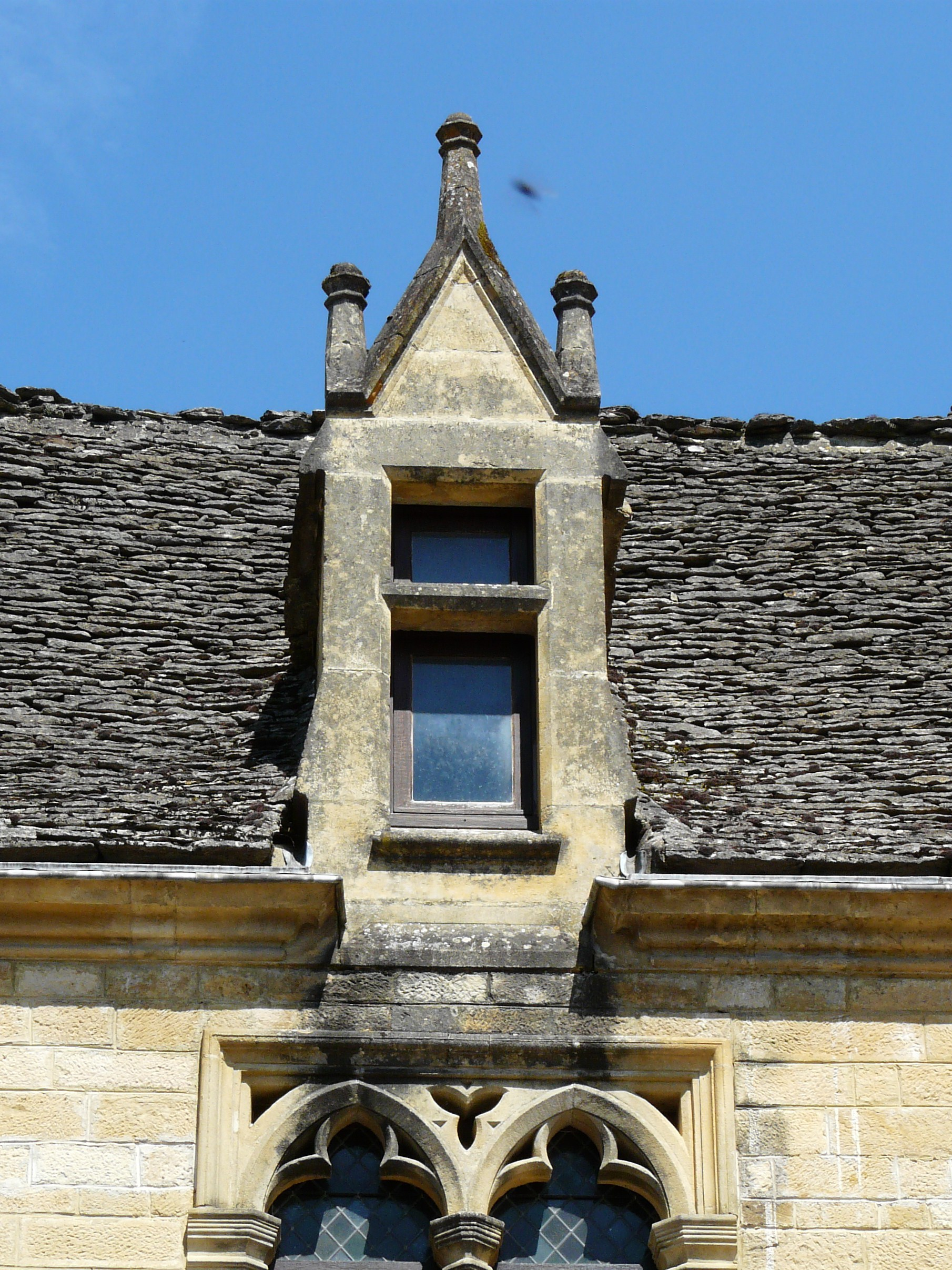
Lucarnă de faţadă.
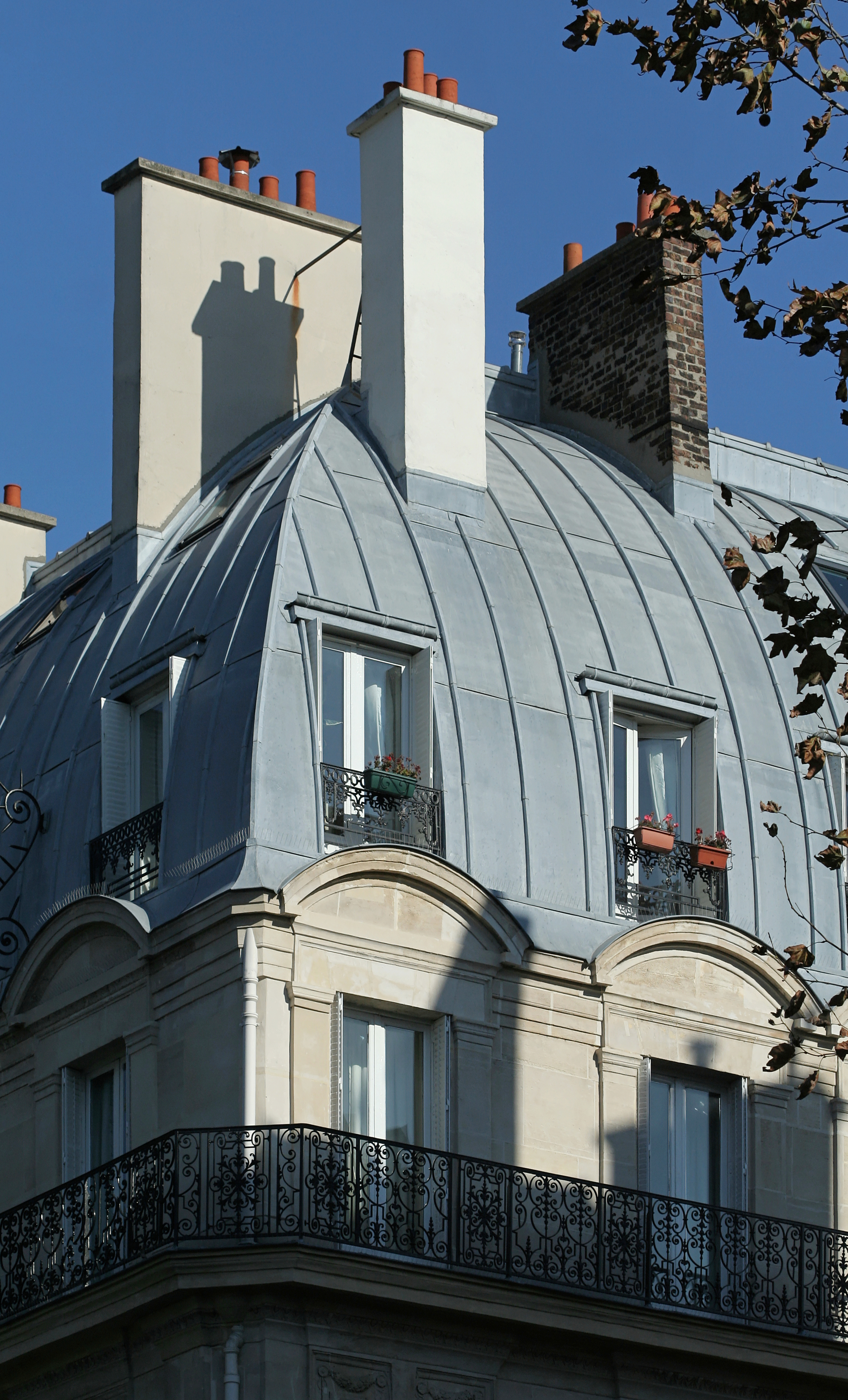
Lucarne retrase (place Saint-Michel, Paris).
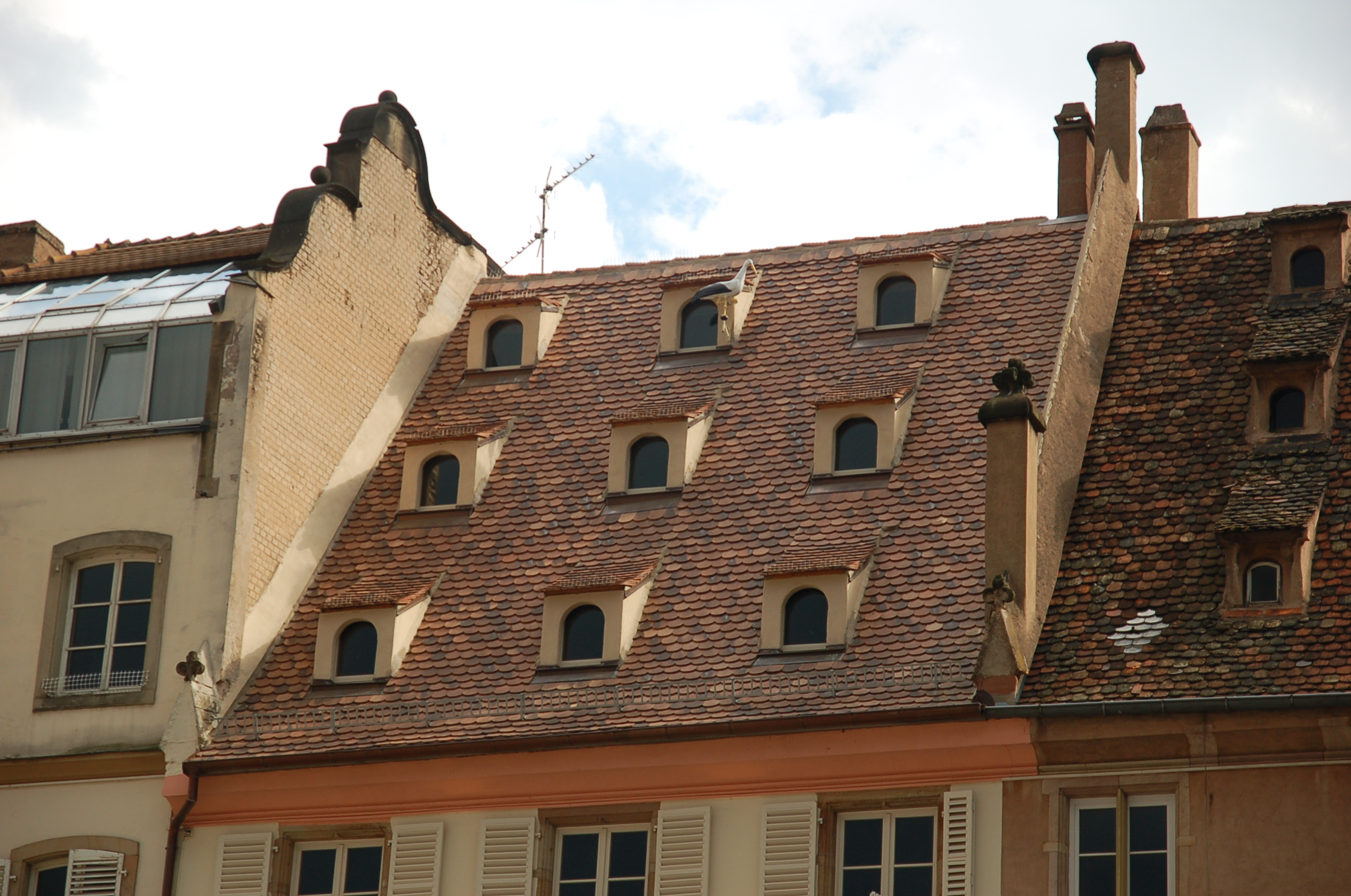
Lucarne de versant.

## Galerie de imagini

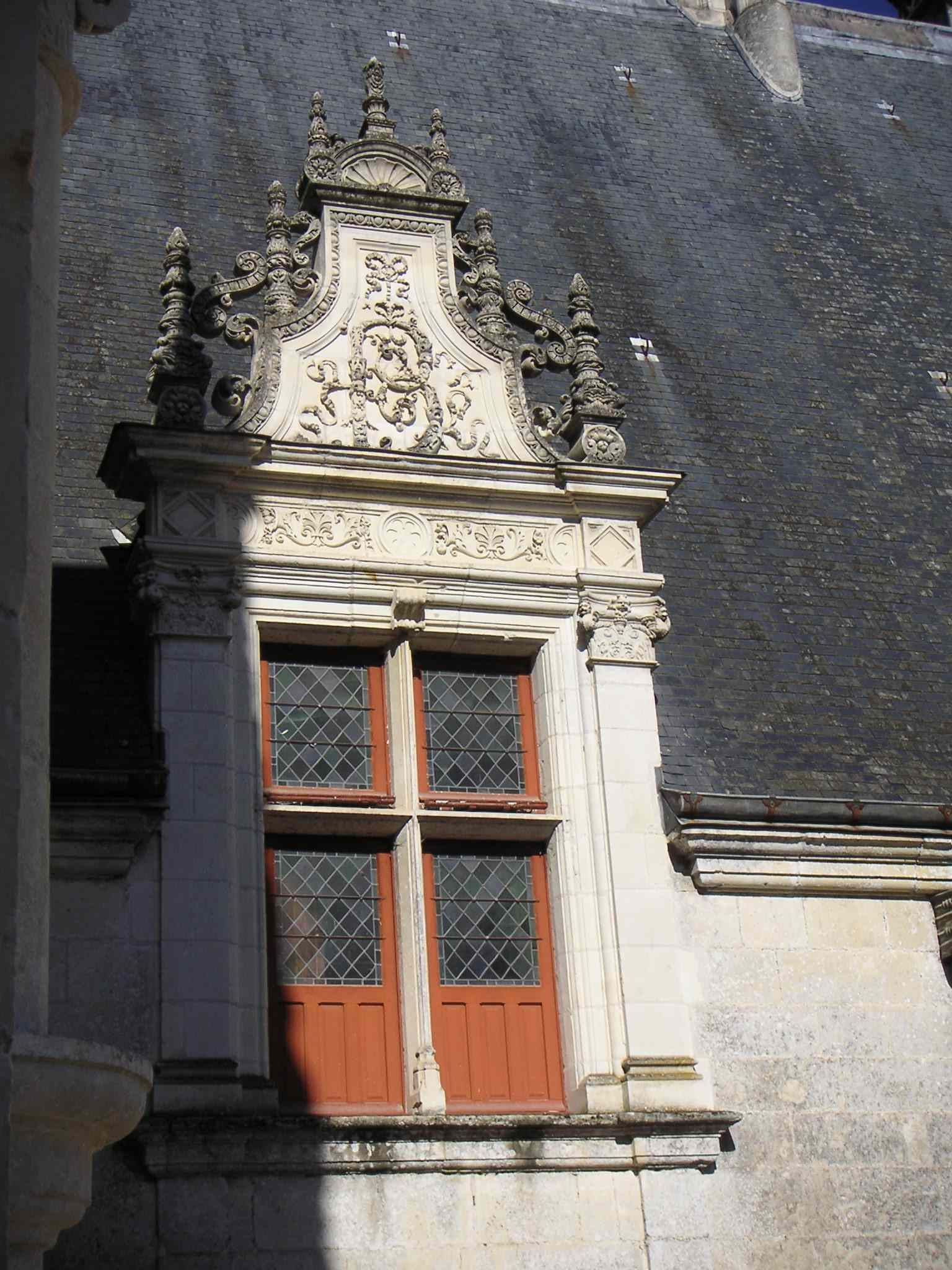
Lucarnă de la Château d'Azay-le-Rideau
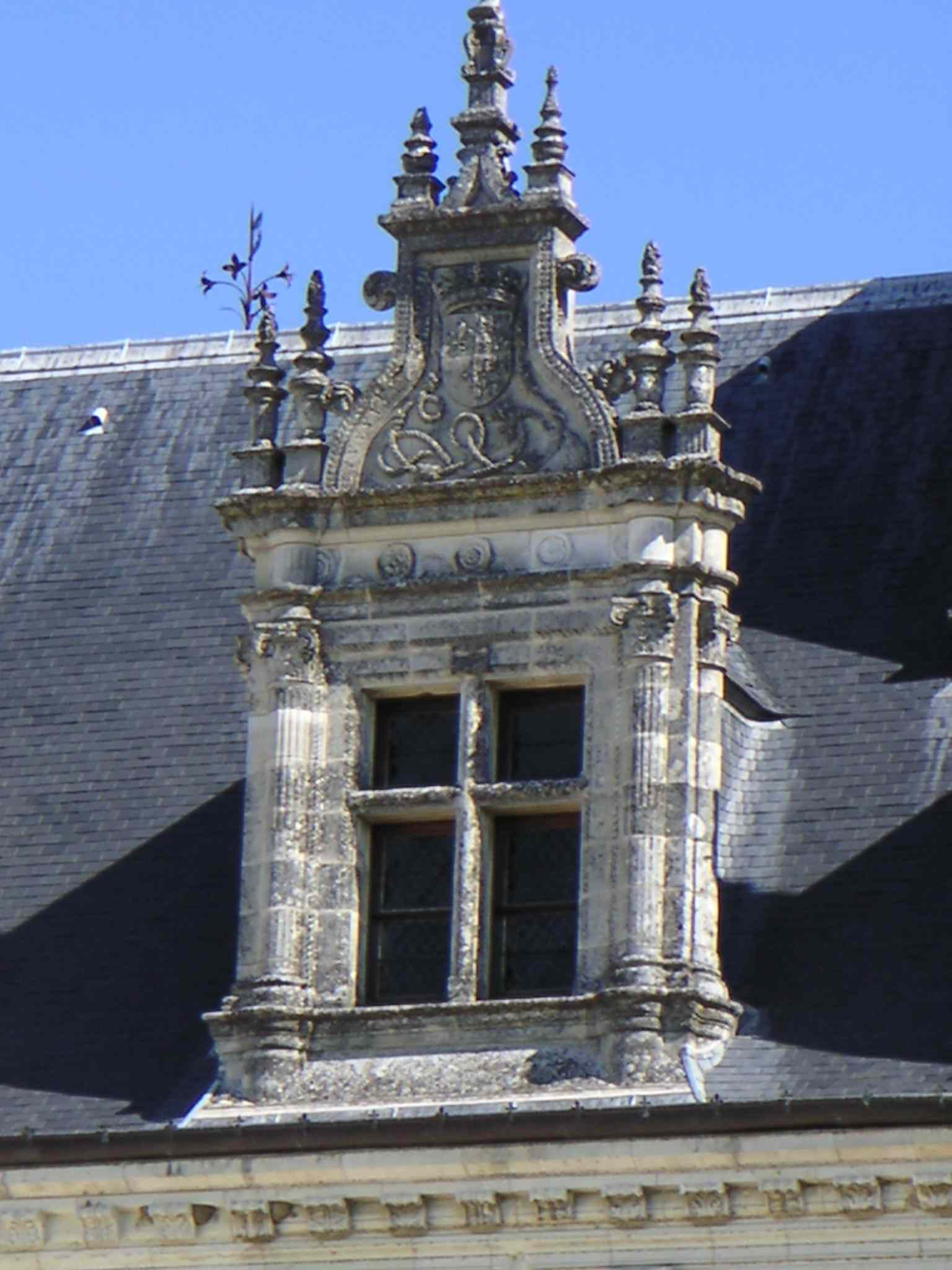
Lucarnă în stil renascentist (Castelul Amboise)
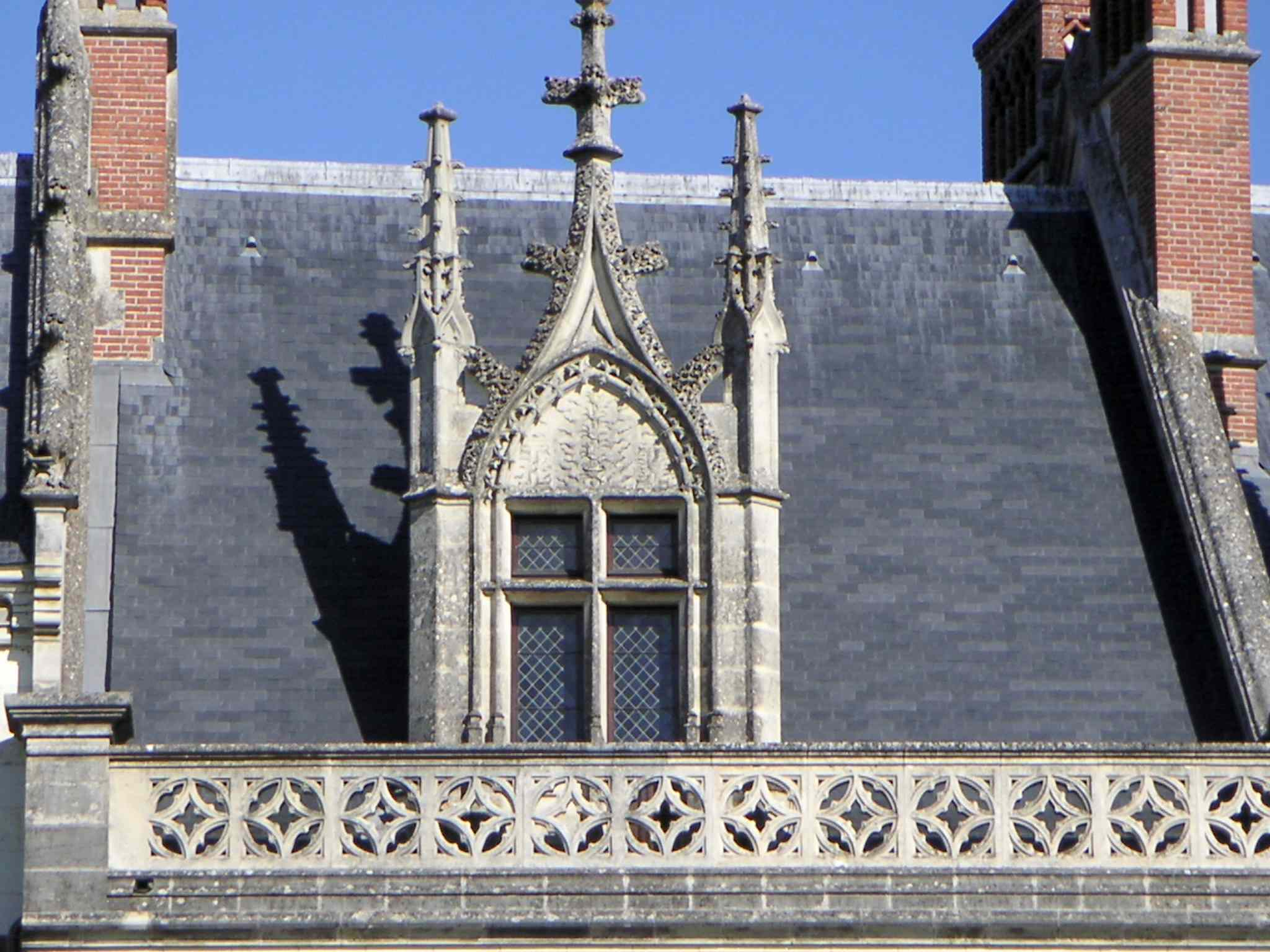
Lucarnă în stil gotic (Castelul Amboise)
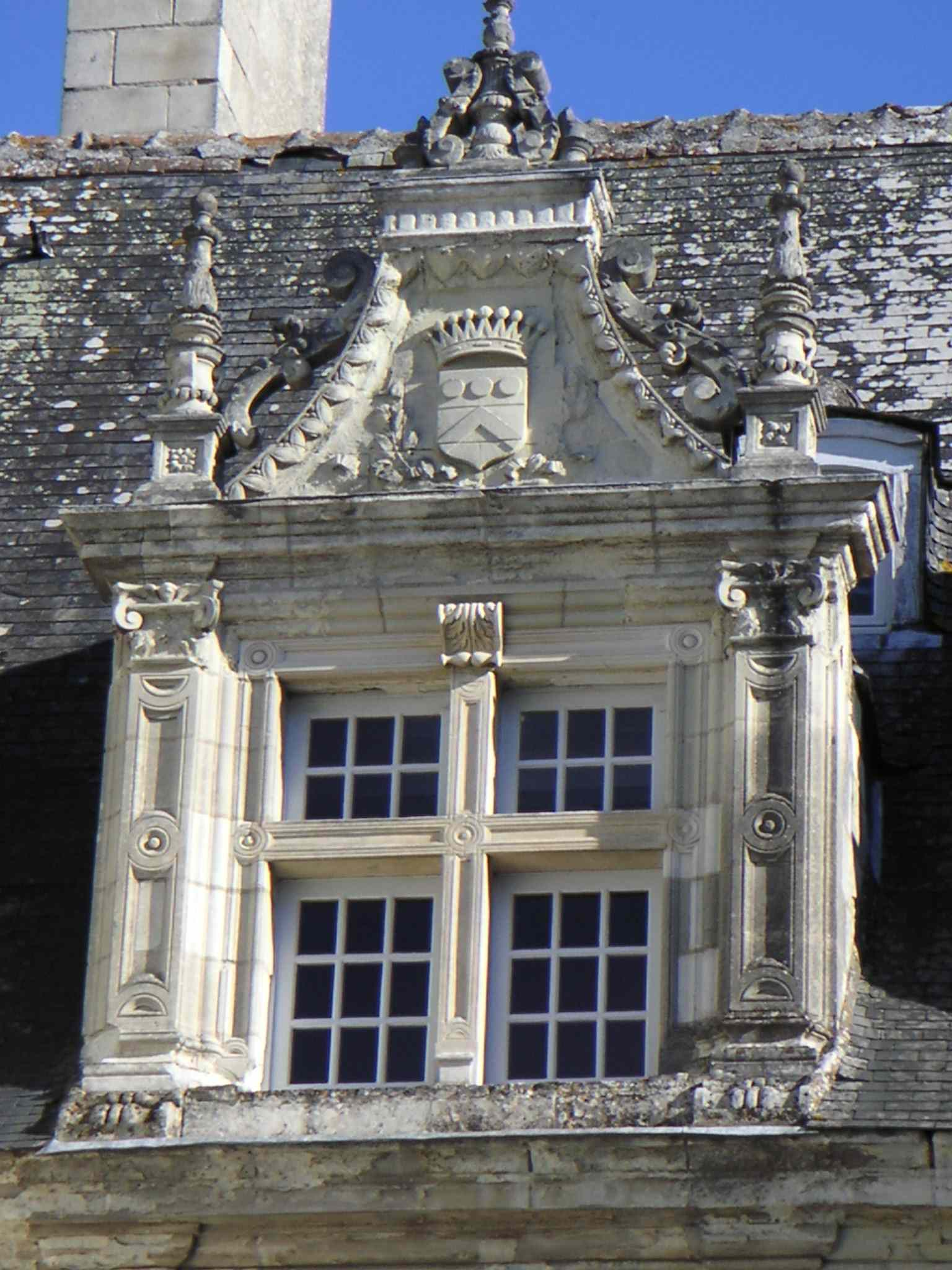
Lucarnă în stil renascentist (Castelul Villandry)
O lucarnă de la Castelul Chambord
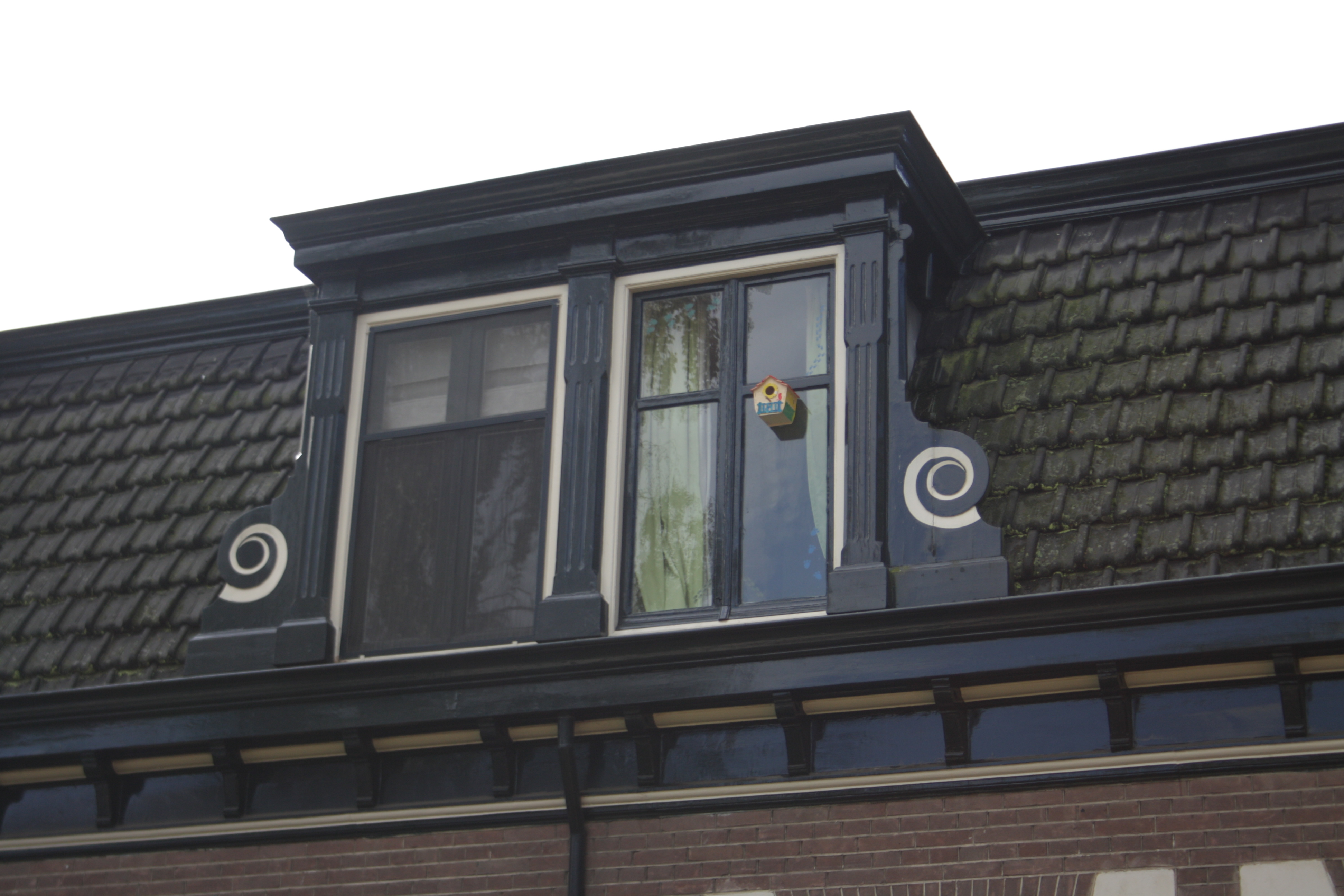
Lucarne Belle voisine